# Eid ul-Adha
Eid ul-Adha (arabisk: عيد الأضحى) er den islamiske eid-fest, der fejrer profeten Ibrahims villighed til at ofre sin førstefødte søn Ishmael (i den islamiske tradition er det oftest Ishmael og ikke Isak der betragtes som den søn der bliver ofret, i modsætning til fortællingen i den jødiske tradition).
Festen varer gerne i 3 dage med en særlig bøn i moskeen på førstedagen. Eid ul-Adha markerer afslutningen på pilgrimsrejserne til Mekka 70 dage efter ramadan, og begynder på den tiende dag i Dhû l-Hijja.
Hver familie  som ud fra speciel beregning har råd, skal ofre et dyr ved denne højtid og dele kødet med familie, naboer og de fattige i 3 lige store dele.